# Telmatoscopus spiralifer
Telmatoscopus spiralifer är en tvåvingeart som beskrevs av Tonnoir 1953. Telmatoscopus spiralifer ingår i släktet Telmatoscopus och familjen fjärilsmyggor. Inga underarter finns listade i Catalogue of Life.